# Isabel Aguirre Landa
Isabel Aguirre Landa es una archivera e investigadora española, conocida por su trabajo en el Archivo General de Simancas. Su labor se ha centrado en la conservación y recuperación de documentos históricos.

## Biografía
Desde muy joven mostró interés por la historia y la paleografía. Estudió Historia y más tarde se especializó en Archivística, lo que la llevó a trabajar en uno de los archivos más importantes de España, el Archivo General de Simancas.

## Trabajo en Simancas
En su trabajo en Simancas, Isabel Aguirre Landa ha realizado importantes descubrimientos, entre los cuales destaca el hallazgo de un manuscrito relacionado con Cristóbal Colón. Este manuscrito contiene la transcripción del juicio Bobadilla, un documento de gran relevancia histórica.

## Contribuciones Destacadas
- Recuperación y conservación de documentos históricos.
- Descubrimiento del manuscrito del juicio Bobadilla sobre Cristóbal Colón.
- Publicaciones académicas y artículos relacionados con la archivística y la historia de España.